# Château de Yōgaiyama
Le château de Yōgaiyama (要害山城, Yōgaiyama-jō) est un ancien yamajiro (château de montagne) japonais de la période Sengoku situé dans la province de Kai (actuelle préfecture de Yamanashi), construit dans les années 1520 par le clan Takeda. Depuis 1991, son site est désigné site historique national.

## Histoire
Après s'être assuré le contrôle de la province de Kai après plusieurs batailles, Takeda Nobutora (1493-1573) établit en 1519 le centre de son gouvernement au Tsutsujigasaki, dans ce qui est maintenant la ville de Kōfu. La résidence de Tsutsujigasaki est fortifiée par des fossés, mais n'est pas adaptée pour résister à un siège, de sorte que Nobutora fortifie une proche montagne de 770 m de haut à l'aide de défenses en bois, Yōgaiyama, avec des travaux de terrassement et érige une tour de signal à son sommet.
En 1521, Nobutora fait face à l'invasion d'une armée de 15 000 hommes en provenance de la province de Suruga voisine, menée par le général Fukushima Masanari du clan Imagawa à l'appui de la rébellion du clan Ōi contre la domination des Takeda. Nobutora envoie sa femme, la fille d'Ōi Nobusato, au château de Yōgaiyama pour se mettre à l'abri. Elle donne naissance à un fils la veille du jour où Nobutora vainc l'invasion à la bataille d'Iidagawara, et dans la célébration de l'événement, il nomme son fils, le futur Takeda Shingen, Katsuchiyo.
En 1576, Takeda Katsuyori, le fils de Shingen, ordonne que les fortifications soient réparées. Après la chute du clan Takeda, le château est contrôlé par une succession d'obligés de Tokugawa Ieyasu, suivis par Toyotomi Hideyoshi, dont l'un, Katō Mitsuyasu, apporte d'autres modifications aux défenses. Cependant, après la bataille de Sekigahara en 1600, le château est abandonné.
À l'heure actuelle, tout ce qui reste du château sont des pierres de fondation et les restes des terrassements des bâtiments de la motte castrale (kuruwa). Le 31 mars 1991, la zone est désignée site historique national par le gouvernement japonais.